# Antoine Semenyo
Antoine Semenyo (Chelsea, Inglaterra, Reino Unido, 7 de enero de 2000) es un futbolista ghanés. Juega de delantero y su equipo es el AFC Bournemouth de la Premier League.

## Trayectoria

### Bristol City
Formado en las inferiores del Bristol City, debutó con el primer equipo en la última fecha de la EFL Championship 2017-18 en la derrota por 3-2 ante el Sheffield United. Se afianzó en el equipo titular en la temporada 2020-21, jugando 50 encuentros en todas las competiciones.

#### Préstamos
En julio de 2018 fue enviado a préstamo al Newport County. Regresó a Bristol anticipadamente el 28 de enero de 2019 tras haber competido en el primer tramo de la temporada en League Two.
En enero de 2020 fue cedido al Sunderland A. F. C. por el resto de la temporada.

## Selección nacional
Nacido en Inglaterra, es descendiente ghanés. Debutó con la selección de Ghana el 1 de junio de 2022 en la victoria por 3-0 sobre Madagascar por la clasificación para la Copa Africana de Naciones de 2023.

## Estadísticas

### Clubes
Actualizado al último partido disputado el 9 de noviembre de 2024.
| Club                               | Div.          | Temporada     | Liga  | Liga  | Copas nacionales | Copas nacionales | Copas internacionales | Copas internacionales | Total | Total |
| Club                               | Div.          | Temporada     | Part. | Goles | Part.            | Goles            | Part.                 | Goles                 | Part. | Goles |
| ---------------------------------- | ------------- | ------------- | ----- | ----- | ---------------- | ---------------- | --------------------- | --------------------- | ----- | ----- |
| Bath City F. C. Inglaterra         | 6.ª           | 2017-18       | 14    | 3     | —                | —                | —                     | —                     | 14    | 3     |
| Bath City F. C. Inglaterra         | Total club    | Total club    | 14    | 3     | 0                | 0                | 0                     | 0                     | 14    | 3     |
| Bristol City F. C. Inglaterra      | 2.ª           | 2017-18       | 1     | 0     | —                | —                | —                     | —                     | 1     | 0     |
| Newport County A. F. C. Inglaterra | 4.ª           | 2018-19       | 21    | 3     | 11               | 3                | —                     | —                     | 32    | 6     |
| Newport County A. F. C. Inglaterra | Total club    | Total club    | 21    | 3     | 11               | 3                | 0                     | 0                     | 32    | 6     |
| Bristol City F. C. Inglaterra      | 2.ª           | 2018-19       | 4     | 0     | —                | —                | —                     | —                     | 4     | 0     |
| Bristol City F. C. Inglaterra      | 2.ª           | 2019-20       | 9     | 0     | 2                | 0                | —                     | —                     | 11    | 0     |
| Sunderland A. F. C. Inglaterra     | 3.ª           | 2019-20       | 7     | 0     | —                | —                | —                     | —                     | 7     | 0     |
| Sunderland A. F. C. Inglaterra     | Total club    | Total club    | 7     | 0     | 0                | 0                | 0                     | 0                     | 7     | 0     |
| Bristol City F. C. Inglaterra      | 2.ª           | 2020-21       | 44    | 2     | 0                | 0                | —                     | —                     | 44    | 2     |
| Bristol City F. C. Inglaterra      | 2.ª           | 2021-22       | 31    | 8     | 1                | 0                | —                     | —                     | 32    | 8     |
| Bristol City F. C. Inglaterra      | 2.ª           | 2022-23       | 23    | 6     | 4                | 2                | —                     | —                     | 27    | 8     |
| Bristol City F. C. Inglaterra      | Total club    | Total club    | 112   | 16    | 7                | 2                | 0                     | 0                     | 119   | 18    |
| AFC Bournemouth Inglaterra         | 1.ª           | 2022-23       | 11    | 1     | —                | —                | —                     | —                     | 11    | 1     |
| AFC Bournemouth Inglaterra         | 1.ª           | 2023-24       | 33    | 8     | 3                | 0                | —                     | —                     | 36    | 8     |
| AFC Bournemouth Inglaterra         | 1.ª           | 2024-25       | 11    | 4     | 1                | 0                | —                     | —                     | 12    | 4     |
| AFC Bournemouth Inglaterra         | 1.ª           | 2025-26       | 1     | 2     | 0                | 0                | —                     | —                     | 1     | 2     |
| AFC Bournemouth Inglaterra         | Total club    | Total club    | 56    | 15    | 4                | 0                | 0                     | 0                     | 60    | 15    |
| Total carrera                      | Total carrera | Total carrera | 209   | 37    | 22               | 5                | 0                     | 0                     | 232   | 42    |

## Palmarés

### Distinciones individuales
| Distinción                                  | Año     |
| ------------------------------------------- | ------- |
| Bristol City: Jugador joven de la temporada | 2021-22 |